# Mestra bogotana
Mestra bogotana är en fjärilsart som beskrevs av Felder 1867. Mestra bogotana ingår i släktet Mestra och familjen praktfjärilar. Inga underarter finns listade i Catalogue of Life.